# Álex González
Álex González, właściwie Augusto Alejandro José González (ur. 13 sierpnia 1980 w Madrycie) – hiszpański aktor. Za debiutancką rolę Ángela w filmie Druga runda (Segundo asalto, 2005) zdobył nominację do nagrody Goya.

## Filmografia

### Filmy fabularne
- 2005: Druga runda (Segundo asalto) jako Ángel
- 2005: Róża z Francji (Una rosa de Francia jako Andrés
- 2006: Dolly jako Dani
- 2007: Luz de Domingo jako Urbano
- 2008: Książka wód (El libro de las aguas) jako Ángel Pedrosa
- 2011: Kolor oceanu (El color del océano (Die Farbe des Ozeans) jako José
- 2011: X-Men: Pierwsza klasa (X-Men: First Class) jako Janos Quested/Riptide
- 2013: Alacrán enamorado jako Julián "Alacrán"
- 2013: Combustión jako Mikel

### Seriale TV
- 2003: Hospital central jako Novio
- 2004: Krok naprzód (Un paso adelante) jako Ufo
- 2005: Hospital central jako Pablo Rueda
- 2005: Powody osobiste (Motivos personales jako Nacho Mendoza
- 2006: Rodzina Serrano (Los Serrano) jako Jaime
- 2007-2008: Odliczanie (Cuenta atrás) jako Mario Arteta
- 2008: LEX jako Raúl Serra
- 2009: Pani (La Señora) jako Antón Portela
- 2010: Niewinny (Inocentes) jako Marcos
- 2013: Wilki  (Tierra de Lobos) jako
- 2014-¿?: Książę (El príncipe jako Javier Morey
- 2018: Życie bez pozwolenia jako Mario Mendoza